# Calzada del Rey Fahd

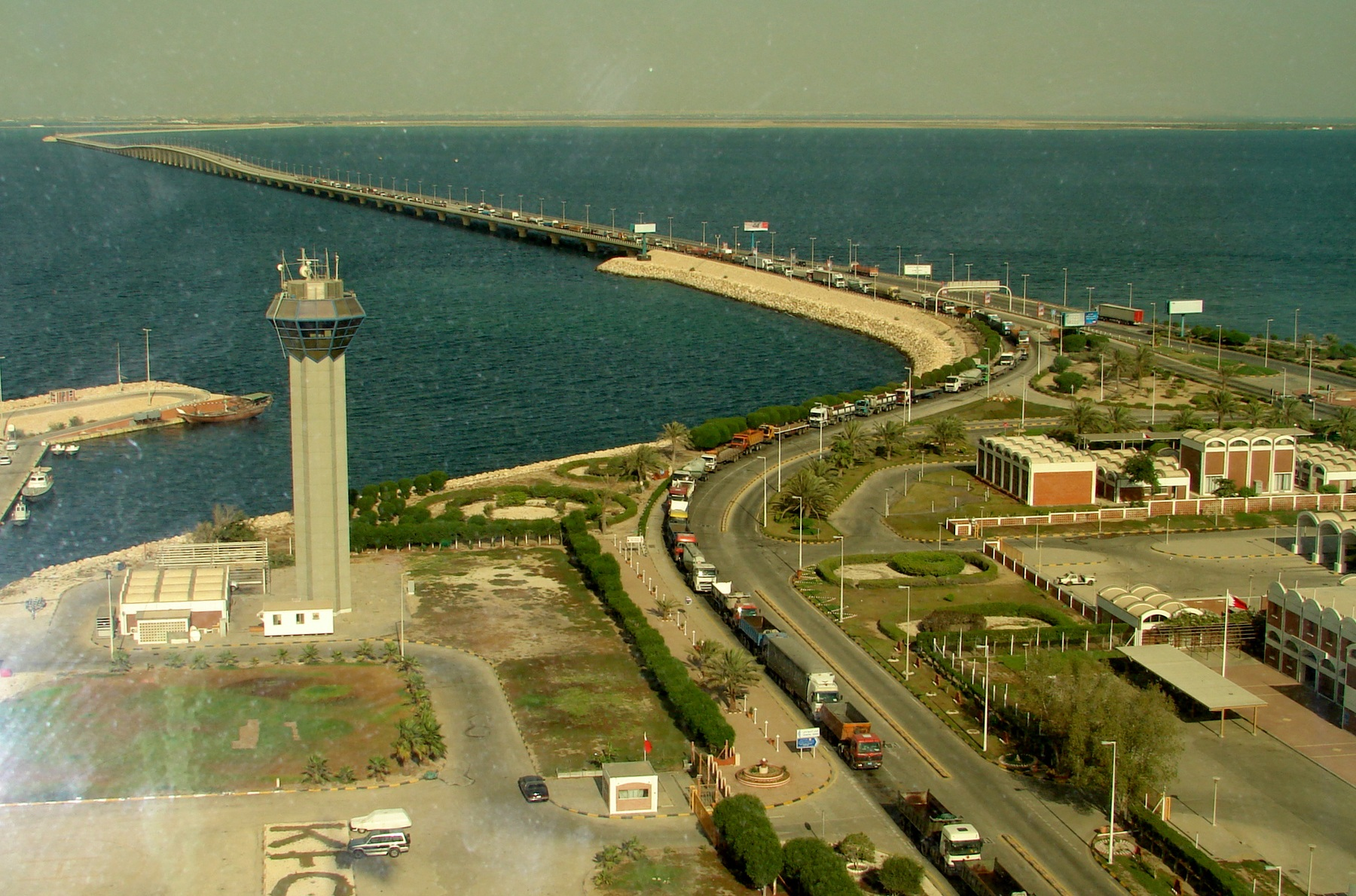
Vista de la Calzada

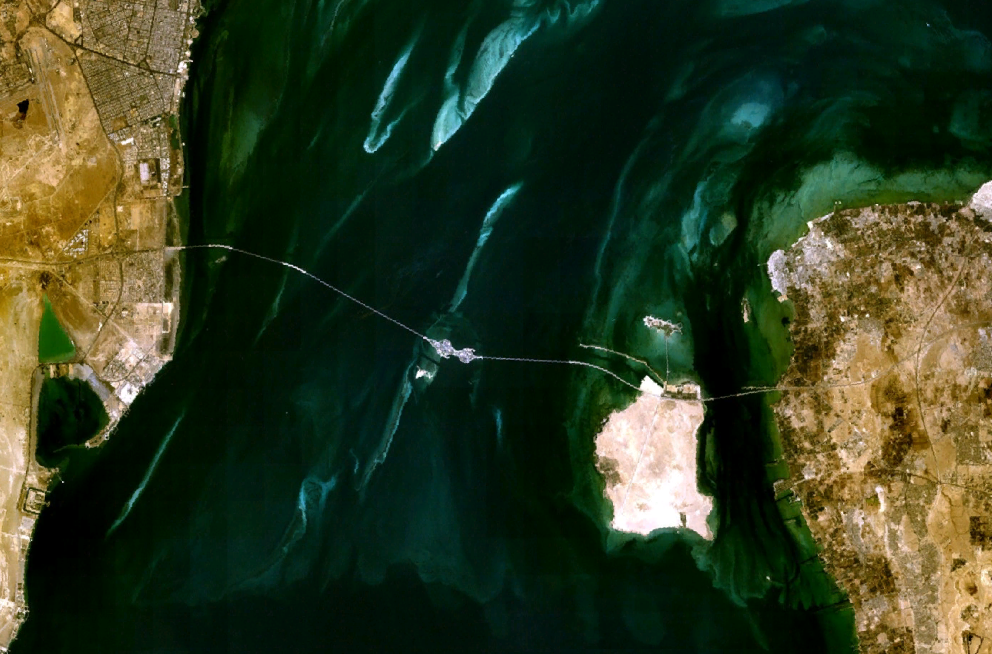
Vista de la Calzada del Rey Fahd desde el espacio.

Mapa de la Calzada

La Calzada del Rey Fahd es una serie de puentes y pedraplenes combinados, que conectan la localidad de Khobar (Al Khubar), situada en Arabia Saudita y Baréin. Ambos países acordaron construirlo mediante un acuerdo firmado el 8 de julio de 1981. Su construcción comenzó el 11 de noviembre de 1982, con la puesta de la primera piedra por el Rey Fahd de Arabia Saudita y el emir Isa ibn Salman al Khalifa de Baréin, y se completó en 1986, con la construcción de puentes y presas.
El proyecto, financiado completamente por Arabia Saudita, costó 1200 millones de dólares. La carretera de cuatro carriles (25 metros) tiene 26 km de largo y se usaron 350.000 m³ de hormigón y 147.000 toneladas de acero reforzado. La calzada está compuesta de dos partes, un largo puente desde Khobar a la isla de Umm Alnasan en Baréin, y uno corto desde Umm Alnasan hasta la isla de Baréin. La calzada fue abierta al público el 25 de noviembre de 1986.